# Neznámý bůh
Neznámý bůh (Agnostos Theos, Άγνωστος Θεός) byl ve starověkém Řecku spolu s panteonem uctívané mytologické božstvo. V Athénách byl tomuto božstvu zasvěcen chrám. Nemělo jít o žádného konkrétního boha, ale o oltář, jímž měla být vzdána patřičná úcta všem božstvům, jejichž jméno a podstata nebyly v řeckém světě známy.
O oltáři neznámého boha se hovoří ve Skutcích apoštolů (Sk 17,23-32). Pavel z Tarsu v této pasáži ztotožňuje v kázání Athéňanům tohoto uctívaného boha s křesťanským Bohem a popisuje křesťanského Boha v pojmech řeckého pohanství - není však vyslyšen, protože Řekové nejsou ochotni uvěřit vzkříšení Krista, někteří se však k němu přidají. Zprávy o uctívání "neznámého boha" v podobném duchu jsou doloženy i ze starověkého Říma (v tomto smyslu se užívalo označení "si deus si dea" - "ať bůh či bohyně").